# Вазанелло
Вазанелло (итал. Vasanello) — коммуна в Италии, располагается в регионе Лацио, подчиняется административному центру Витербо.
Население составляет 4053 человека (на 2005 г.), плотность населения составляет 136,11 чел./км². Занимает площадь 28,58 км². Почтовый индекс — 01030. Телефонный код — 0761.
Покровителем коммуны почитается святой мученик Ланно. Праздник ежегодно празднуется 5 мая.